# Gischow
Gischow ist ein Ortsteil der Stadt Lübz im Landkreis Ludwigslust-Parchim in Mecklenburg-Vorpommern (Deutschland). 

## Geografie und Verkehr
Gischow liegt etwa zwei Kilometer südlich von Lübz in der Eldeniederung. Größere Erhebungen befinden sich im Norden mit 74,3 m ü. NHN. Südlich des Ortes Gischow befindet sich das Waldgebiet Burower Tannen. Östlich von Gischow verläuft die Müritz-Elde-Wasserstraße und nördlich die Bundesstraße 191.

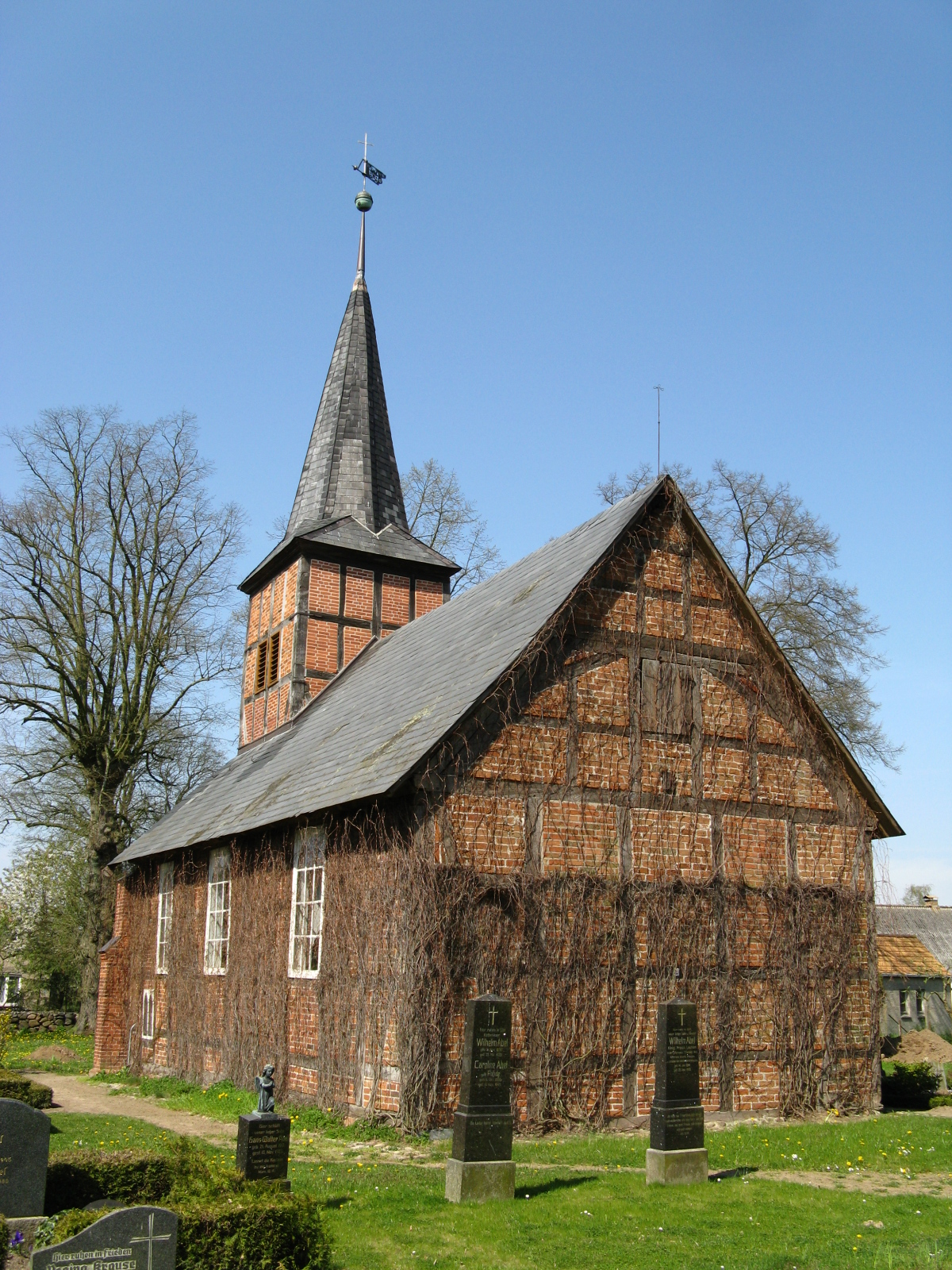
Dorfkirche in Gischow

## Geschichte
Gischow wurde im Jahr 1304 als Gissekow erstmals urkundlich erwähnt. Der Ortsname stammt vom altslawischen Lokator Ješik,  also  Ort des Ješik.
Mit Wirkung zum 26. Mai 2019 wurde die Gemeinde Gischow in die Stadt Lübz eingemeindet. Die Gemeinde gehörte zum Amt Eldenburg Lübz mit Sitz in der Stadt Lübz. Zur Gemeinde gehörten die Ortsteile Burow und Gischow. Zwischen den beiden Ortsteilen gibt es noch die kleinere Ansiedlung Meierberg.

## Sehenswürdigkeiten
Die Dorfkirche in Gischow ist eine schlichte Fachwerkkirche aus dem Jahr 1715, deren Schiff auffällig mit Wildem Wein bewachsen ist. Der Fachwerkturm besitzt einen Spitzhelm, an dessen Spitze sich eine in den 2000er Jahren rekonstruierte Wetterfahne mit Baudatum und Mecklenburger Stierkopf befindet. Die Ziegelsteinfassade des unteren Turmbereichs stammt aus den Jahren um 1900. Zur Ausstattung der Kirche gehören ein gotisches Triptychon und eine barocke Kanzel. Auf einer Holztafel der Orgelempore gibt ein lateinischer Sinnspruch als Chronogramm das Baudatum verschlüsselt wieder. Eine Gischower Kirche wurde erstmals 1304 erwähnt. Die einmanualige Orgel mit fünf Registern stammt aus dem Jahr 1901 von Orgelbau Albert Kienscherf.